# San Giovanni Evangelista (Baccio da Montelupo)

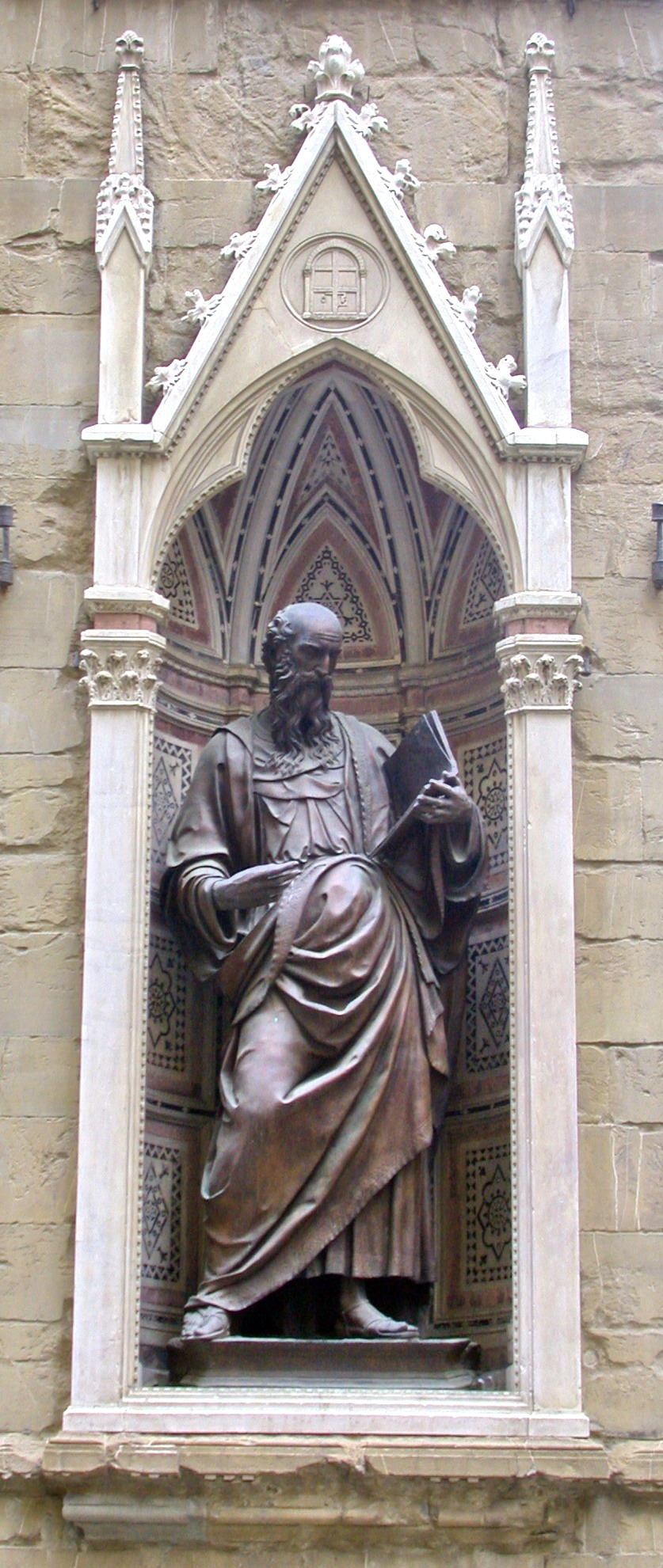
La nicchia esterna con la copia

La statua di San Giovanni Evangelista di Baccio da Montelupo fa parte del ciclo delle quattordici statue dei protettori delle Arti di Firenze nelle nicchie esterne della chiesa di Orsanmichele. Fu commissionata dall'Arte della Seta e risale al 1515. È in bronzo ed è alta 266 cm. Oggi si trova conservata all'interno del Museo di Orsanmichele, mentre all'esterno è sostituita da una copia.

## Storia
La statua di Baccio da Montelupo andava a sostituire una statua marmorea trecentesca riferita a Simone Talenti, oggi conservata nella galleria dell'Ospedale degli Innocenti e sempre dedicata a Giovanni Evangelista. 
All'inizio del secondo decennio del Cinquecento l'Arte decise di rinnovare la statua nella propria nicchia, facendo realizzare una più pregiata opera in bronzo e commissionandola a Baccio da Montelupo, per una spesa finale di 340 fiorini. L'opera venne collocata nella nicchia il 18 ottobre 1515. 
Il Vasari descrive come la commissione fosse ambita da più concorrenti, tra i quali un giovane Jacopo Sansovino, e come la sua opera finita riscosse un grande successo tra i contemporanei.
La scultura venne restaurata nel 2002 a cura della soprintendenza, grazie al finanziamento della Ross Family Charitable Foundation di New York.

## Descrizione
San Giovanni Evangelista è ritratto come un uomo calvo con una folta barba, con la postura leggermente inclinata verso destra (verso la strada principale, via de' Calzaiuoli) e un libro aperto nella mano sinistra. Per la potente espressione del volto e dei gesti, la statua viene considerata un capolavoro della maturità di Baccio da Montelupo.
La critica recente ha sottolineato la probabilità di un omaggio premeditato dell'artefice a Donatello, citando in particolare il San Marco in un'altra nicchia della chiesa, soprattutto riguardo al volto fiero e corrucciato, alla barba fluente ed alle ampie pieghe del mantello.

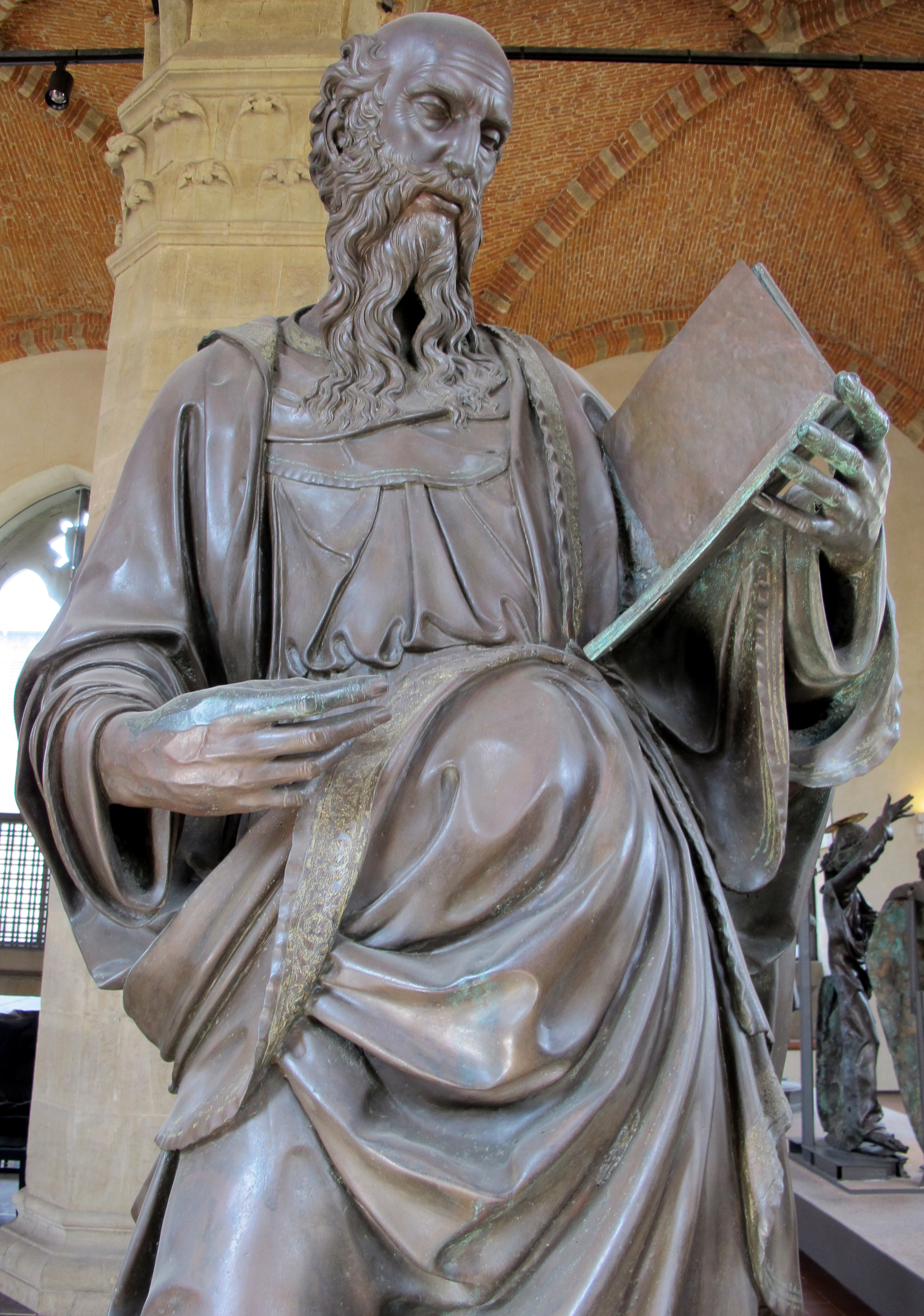
Dettaglio
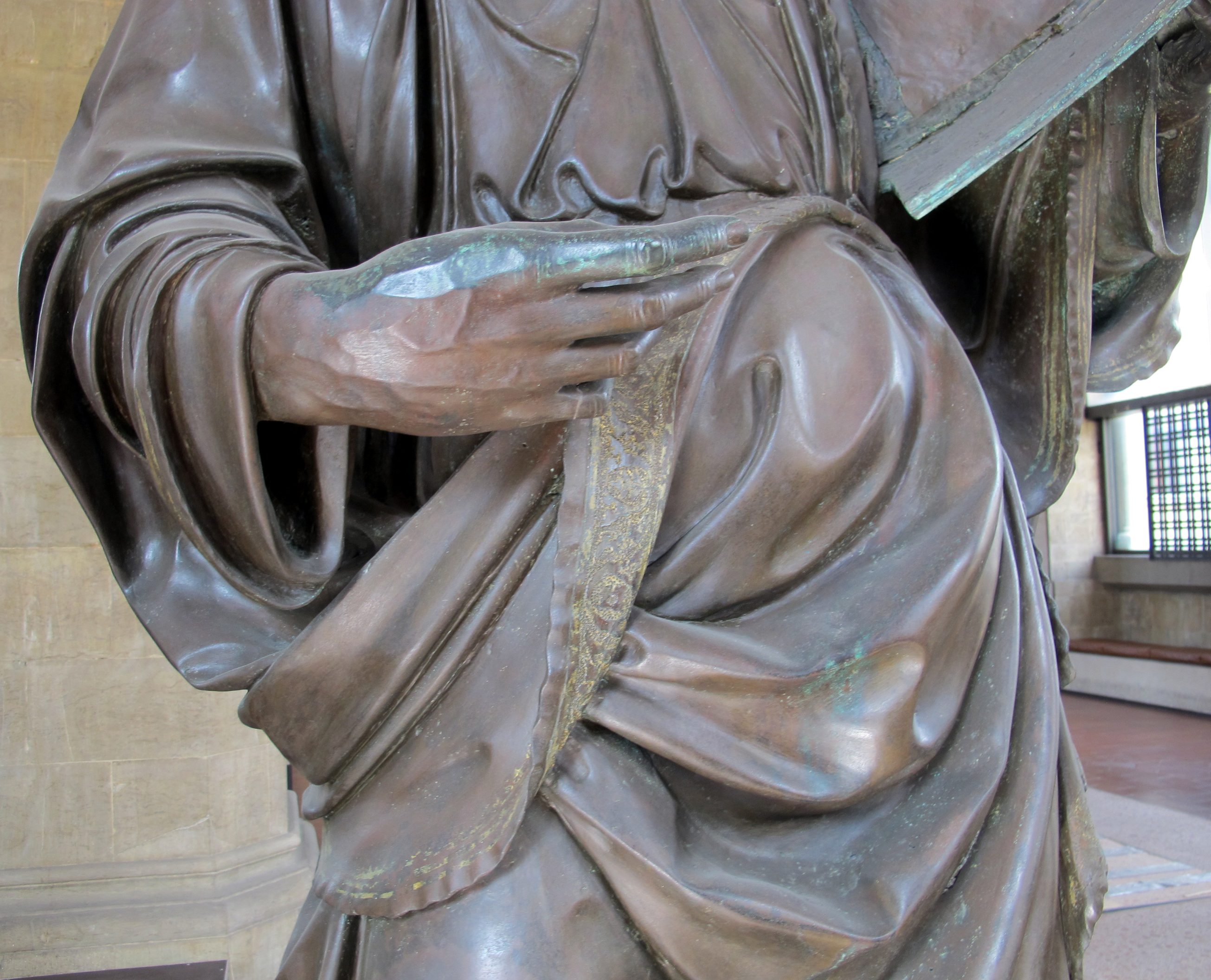
Dettaglio
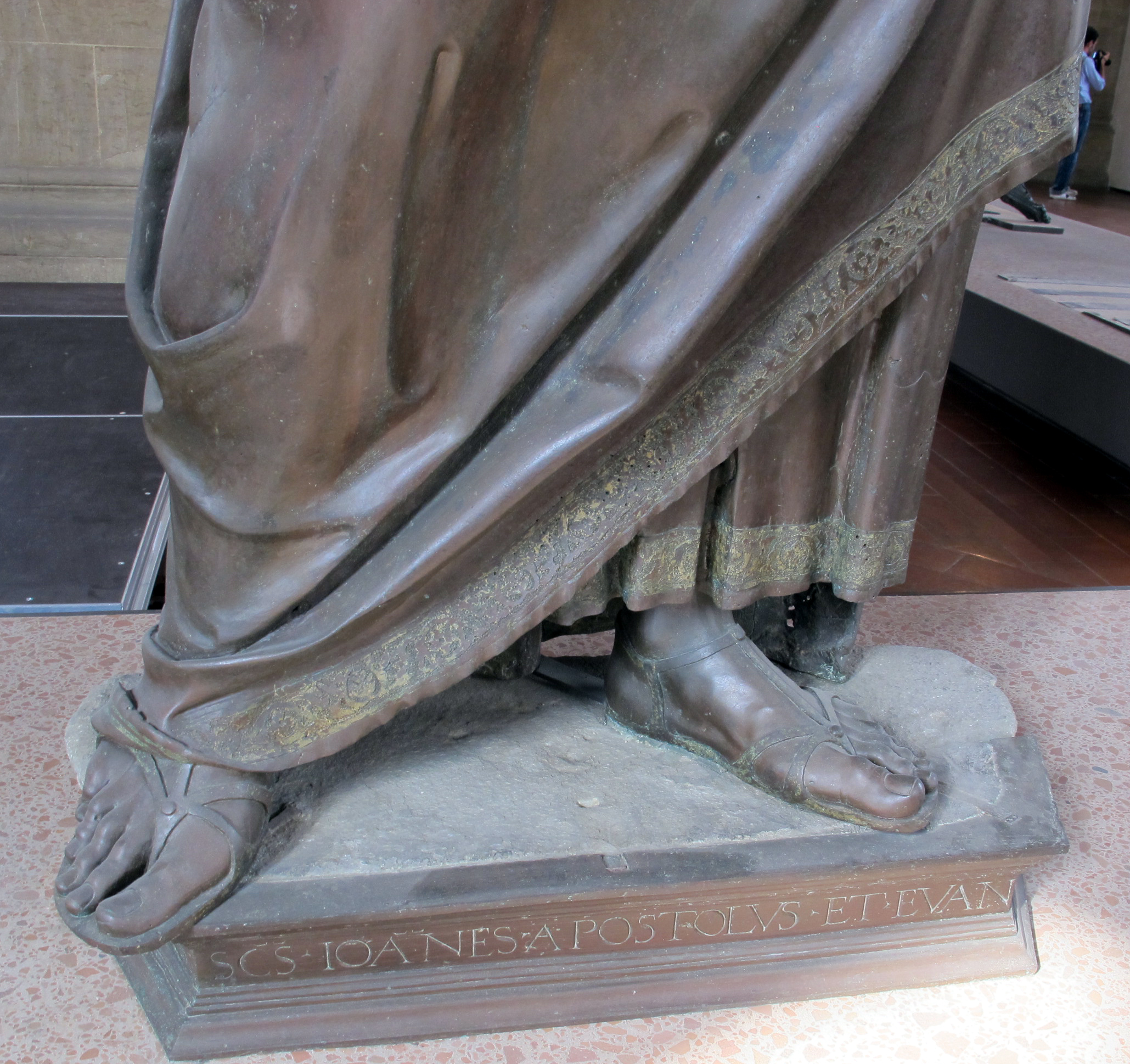
Dettaglio